# Лысая нототения-звездочёт
Лы́сая нототе́ния-звездочёт, или атланти́ческая нототе́ния-звездочёт (лат. Lindbergichthys nudifrons) — морская, антарктическая, донная рыба из семейства нототениевых (Nototheniidae) подотряда нототениевидных (Notothenioidei) отряда окунеобразных (Perciformes). Один из двух видов в роде нототений-звездочётов (Lindbergichthys). Входит в состав подсемейства Нототениины (Nototheniinae).
Впервые вид был описан как Notothenia mizops var. nudifrons в 1905 году шведским зоологом и ихтиологом Эйнаром Лённбергом (швед. Einar Lönnberg, 1865—1942) по синтипам, пойманным в апреле—мае 1902 г. на глубинах 12—250 м у острова Южная Георгия. Научное (латинское) название «nudifrons», означающее «гололобый», дано виду из-за отсутствия чешуи на затылке и межглазничном пространстве, в отличие от описанного ранее близкого вида от островов Кергелен — кергеленской нототении-звездочёта (Lindbergichthys mizops), у которого верх головы очешуён. В русском названии определение «звездочёт» дано из-за высоко посаженных (как бы смотрящих вверх) глаз рыбы.
Типично донный, мелководный, прибрежный вид, населяющий глубины в диапазоне 5—350 м и обитающий в атлантическом секторе Южного океана в районе Антарктического полуострова и островах Южно-Антильской островной дуги на север до Южной Георгии. Мелкая рыба, не превышающая 19 см общей длины. Согласно схеме зоогеографического районирования по донным рыбам Антарктики, предложенной А. П. Андрияшевым и А. В. Нееловым, ареал вида находится в границах провинции Южная Георгия и западноантарктической провинции гляциальной подобласти Антарктической области.
Может встречаться на мелководном континентальном и островном шельфе в уловах донных тралов, ставных жаберных сетей и ловушек, а также ловиться на удочку. Является объектом питания хищных рыб и морских птиц.

## Характеристика лысой нототении-звездочёта
В первом спинном плавнике 4—6 гибких колючих лучей, последний из которых соединен плавниковой складкой с первым лучом второго спинного плавника; во втором спинном плавнике 36—40 членистых лучей; в анальном плавнике 33—36 членистых лучей; в грудном плавнике 21—24 луча. Тычинки в обоих рядах первой жаберной дуги гладкие, не зубчатые, во внешнем ряду умеренно удлинённые и уплощенные, во внутреннем ряду — конические: общее число тычинок во внешнем ряду первой жаберной дуги 16—22, из них в нижней части — 11—14, в верхней части — 5—6 жаберных тычинок. Имеется только одна — дорсальная боковая линия с трубчатыми чешуями, число которых составляет 33—42; в медиальной боковой линии все чешуи прободённые. Общее число позвонков 50—53, из них туловищных 15—16 и хвостовых 34—38.
Тело покрыто главным образом ктеноидной чешуёй. Циклоидная чешуя присутствует на щеках и жаберной крышке. Голова очешуена частично: затылок, межглазничное пространство, рыло, предглазничная область и нижняя поверхность головы голые.
Тело относительно короткое, сжатое с боков, невысокое; его высота составляет около 18—23 % стандартной длины тела. Голова умеренная в длину, около 28—33 % стандартной длины. Рыло короткое — 26—29 % длины головы, меньше горизонтального диаметра орбиты. Вершина рыла расположена ниже нижнего края орбиты. Рот конечный, маленький, с косой ротовой щелью. Верхняя челюсть выдвижная. Зубы мелкие, конические, расположены в два ряда у вершин обеих челюстей. Глаз большой — 28—35 % длины головы. Межглазничное пространство очень узкое — 14—19 % длины головы. Грудные плавники длиннее брюшных плавников: длина грудного плавника составляет 79—100 % длины головы, длина брюшного плавника — 71—83 % длины головы. Хвостовой плавник слегка округлый или усечённый.
Общая окраска тела у живых рыб желтоватая или жёлтая, с тёмными поперечными полосами на боках, число которых может быть от 2 до 5. Грудь и основания брюшных плавников серебристо-белые. Общий фон плавников желтоватый, жёлтый или сероватый. Первый спинной плавник с контрастным чёрным пятном в верхней части, второй спинной плавник и анальный плавник с тёмными косыми полосами. Брюшные плавники с более или менее заметными тёмными поперечными полосами. На хвостовом плавнике имеется до 4 узких тёмных вертикальных полос. В окраске отмечен половой диморфизм, главным образом проявляющийся в более яркой оранжеватой или оранжевой общей окраске у взрослых самцов, полосы на плавниках у которых также становятся оранжевыми или коричневато-оранжевыми.

## Распространение и батиметрическое распределение
Ареал вида охватывает прибрежные шельфовые воды северной оконечности Антарктического полуострова и прибрежные воды островов подводного Южно-Антильского хребта — Южные Шетландские, Южные Оркнейские и Южные Сандвичевы острова, а также острова Южная Георгия. Встречается в прибрежной мелководной зоне шельфа на глубинах от 5 до 350 м.

## Размеры
Мелкий вид, максимальная общая длина которого не превышает 19 см.

## Образ жизни
Донный вид, постоянно обитающий на поверхности грунта. Строго территориальные вид, самцы которого длительный период охраняют места своего обитания и гнездовую территорию. Питается бентосом, главным образом эпифауной — полихетами, гаммаридами и изоподами.
Рыбы становятся половозрелыми при общей длине около 12—14 см (стандартная длина 9—10 см). Нерест может происходить в период с апреля—мая по октябрь. Икра донная, диаметр икринок составляет около 2,5 мм. Абсолютная плодовитость у самок общей длиной 11—18 см колеблется от 1646 до 6886 икринок. Гнёзда, в которых в течение 4 месяцев происходит инкубация эмбрионов под охраной самца, устраиваются на каменистом грунте под прикрытием камней или в кавернах. Личинки размером около 7 мм вылупляются в районе Антарктического полуострова и островов Южно-Антильской дуги с сентября по апрель.

## Систематика
Лысая нототения-звездочёт (вместе с кергеленской нототенией-звездочётом) нередко рассматривается в составе рода Lepidonotothen (подрод Nototheniops), как Lepidonotothen nudifrons, а иногда — в составе рода Nototheniops, как Nototheniops nudifrons. Вместе с тем, согласно ревизии подсемейства Nototheniinae, оба вышеупомянутых вида помещены в отдельный род Lindbergichthys.